# Hafrafell (Kaldidalur)
Der Hafrafell ist ein vulkanischen Berg im Westen Islands, genauer gesagt im Hochland. Er erreicht eine Höhe von 1164 m.

## Lage
Der Berg befindet sich südlich der Auffahrt zur Hochlandpiste Kaldidalur und etwa 15 km südöstlich von Húsafell. 
Hafrafell schließt sich westlich zwischen den Flüssen Hvítá und Geitá an die Eiskappe des Langjökull an.

## Geologie
Es handelt sich um einen Palagonitberg mit steilen erodierten Hängen. Früher war er vom Gletscher Langjökull bedeckt.
Vermutlich entstand er in einem oder mehreren Vulkanausbrüchen, die denen der Grímsvötn 1996 ähnelten.

## Bergsteigen
Obwohl Hafrafell ziemlich steil und erodiert ist, kann er doch über den Gletscher Langjökull bestiegen werden (von der Hütte Jaki am Langjökull ausgehend in einem Bogen nach Nordwesten).